# Innovation Tower
Jockey Club Innovation Tower és un edifici de la Universitat Politècnica de Hong Kong, que fou dissenyat per l'arquitecta Zaha Hadid, guanyadora del Premi Pritzker. Aquest edifici va ser la primera obra permanent de Hadid a Hong Kong. Encara que originalment no es va acabar de construir fins al 2011, no va ser sinó fins a mitjans de 2013, quan se'n va completar la construcció.
La torre és a l'extrem nord-oest del campus de la Universitat Politècnica a Hung Hom. L'edifici ofereix 12.000 metres quadrats de superfície operacional, i és capaç d'acollir aproximadament a 1.800 funcionaris i estudiants. Acull les especialitzacions de l'Escola de Disseny, concretament Disseny Mediambiental, Disseny Industrial i de Producte, Comunicació Visual, així com Disseny de Publicitat i Digital.

En juliol de 2011, el Jockey Club de Hong Kong va aprovar finançar la Innovation Tower amb 249 milions de dòlars de Hong Kong. Per això, la torre va ser rebatejada Jockey Club Innovation Tower.

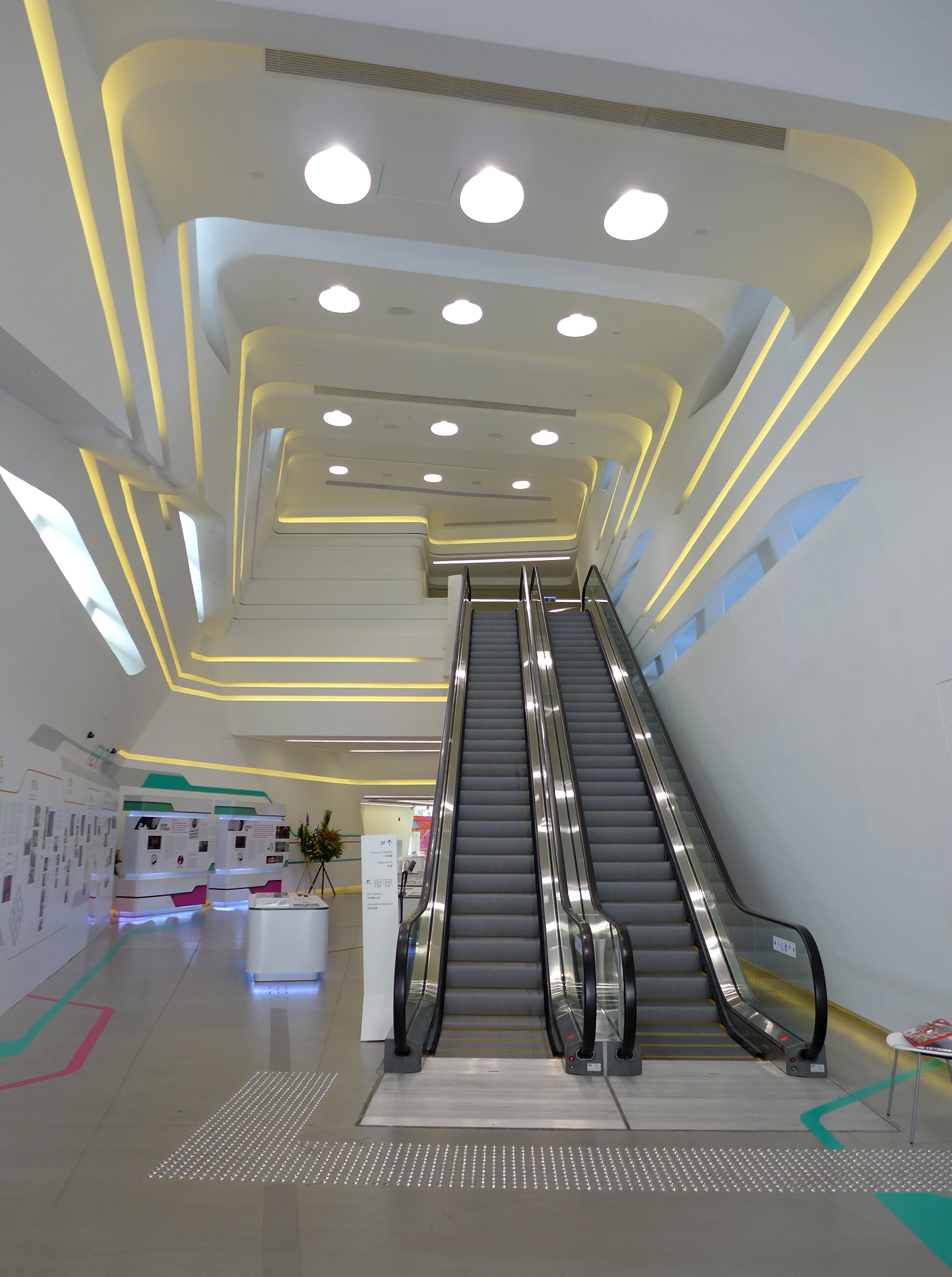
Atri d'entrada
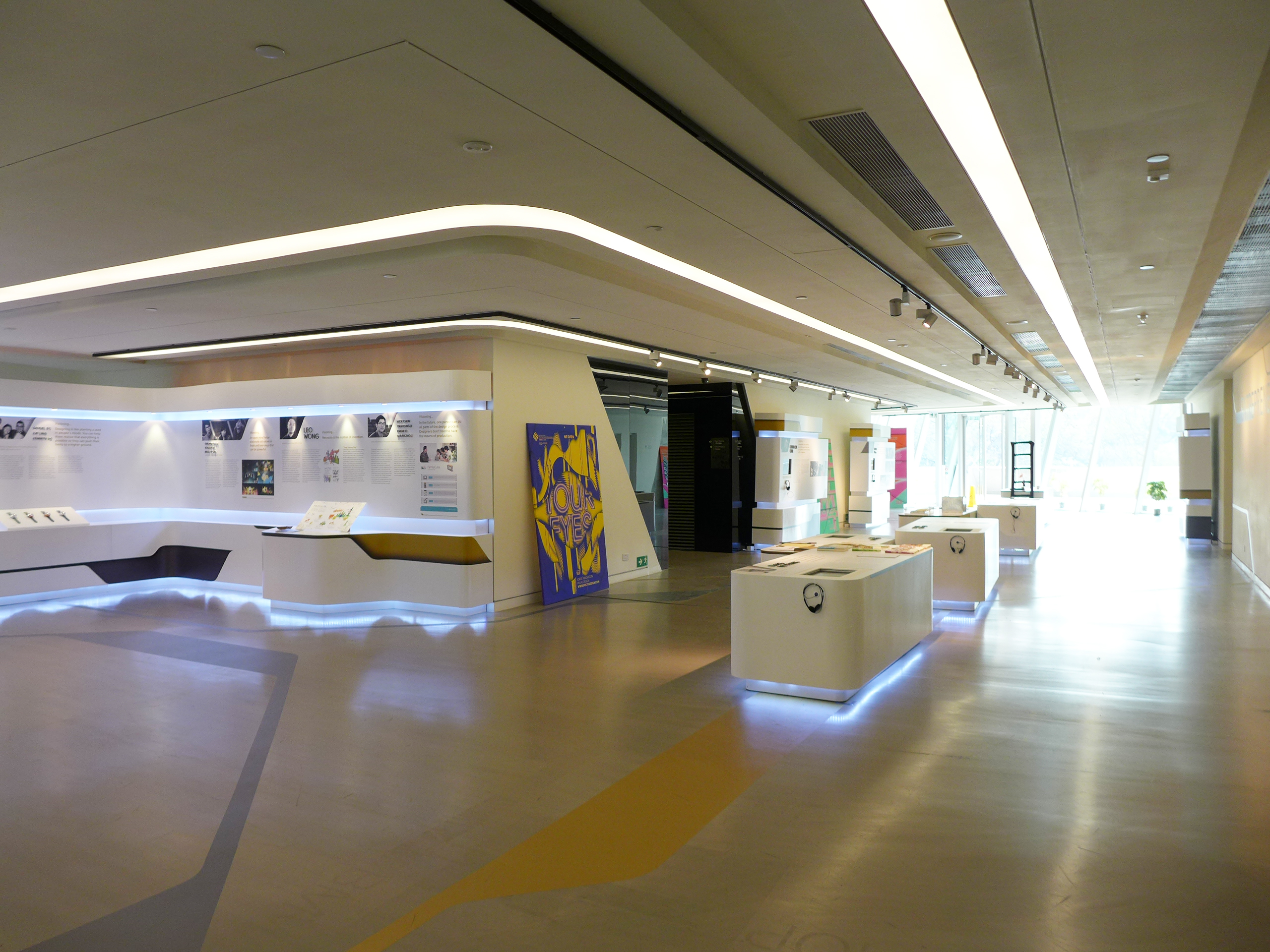
Galeria d'exposició en la planta baixa
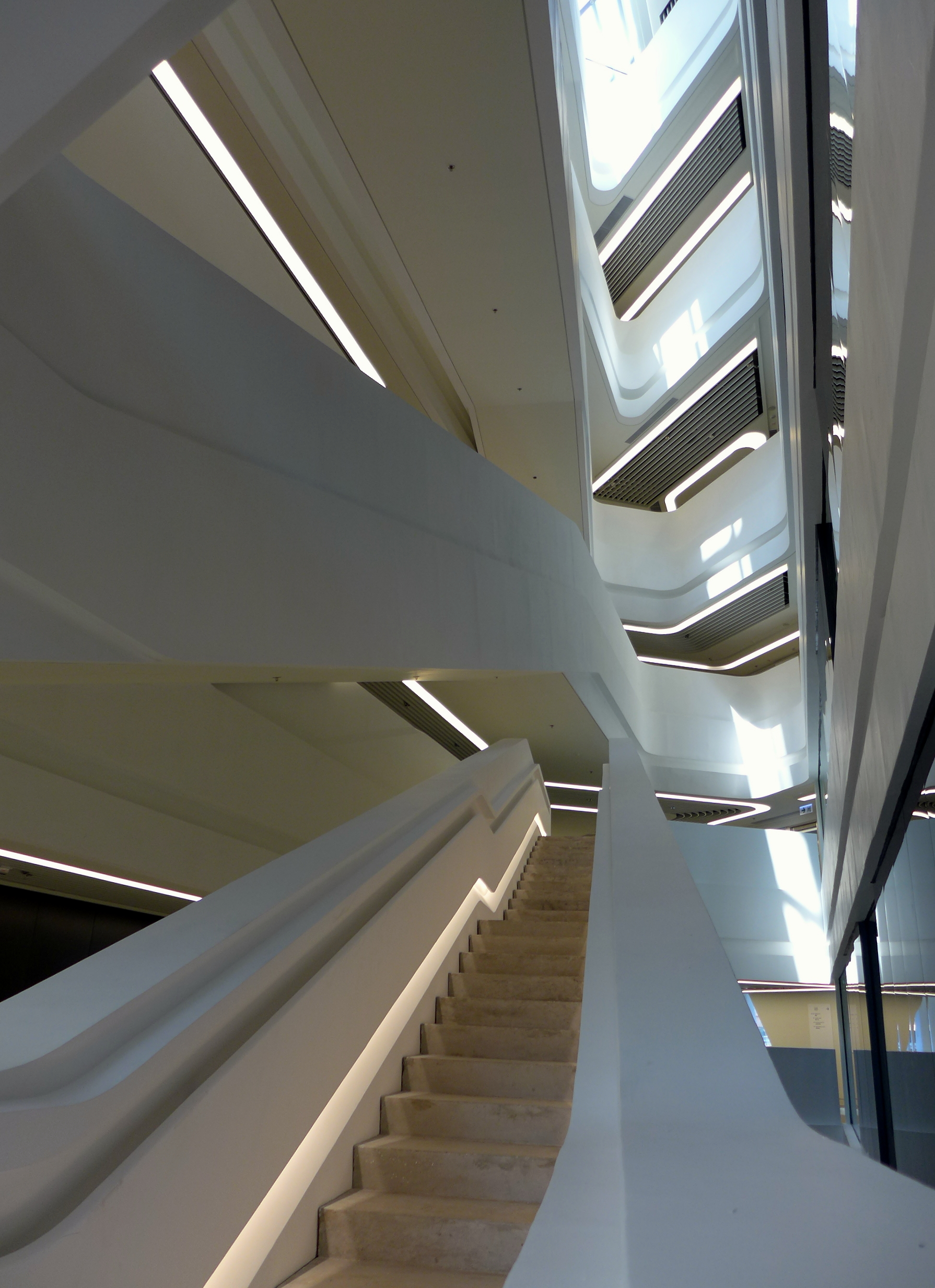
Escala dins de la torre
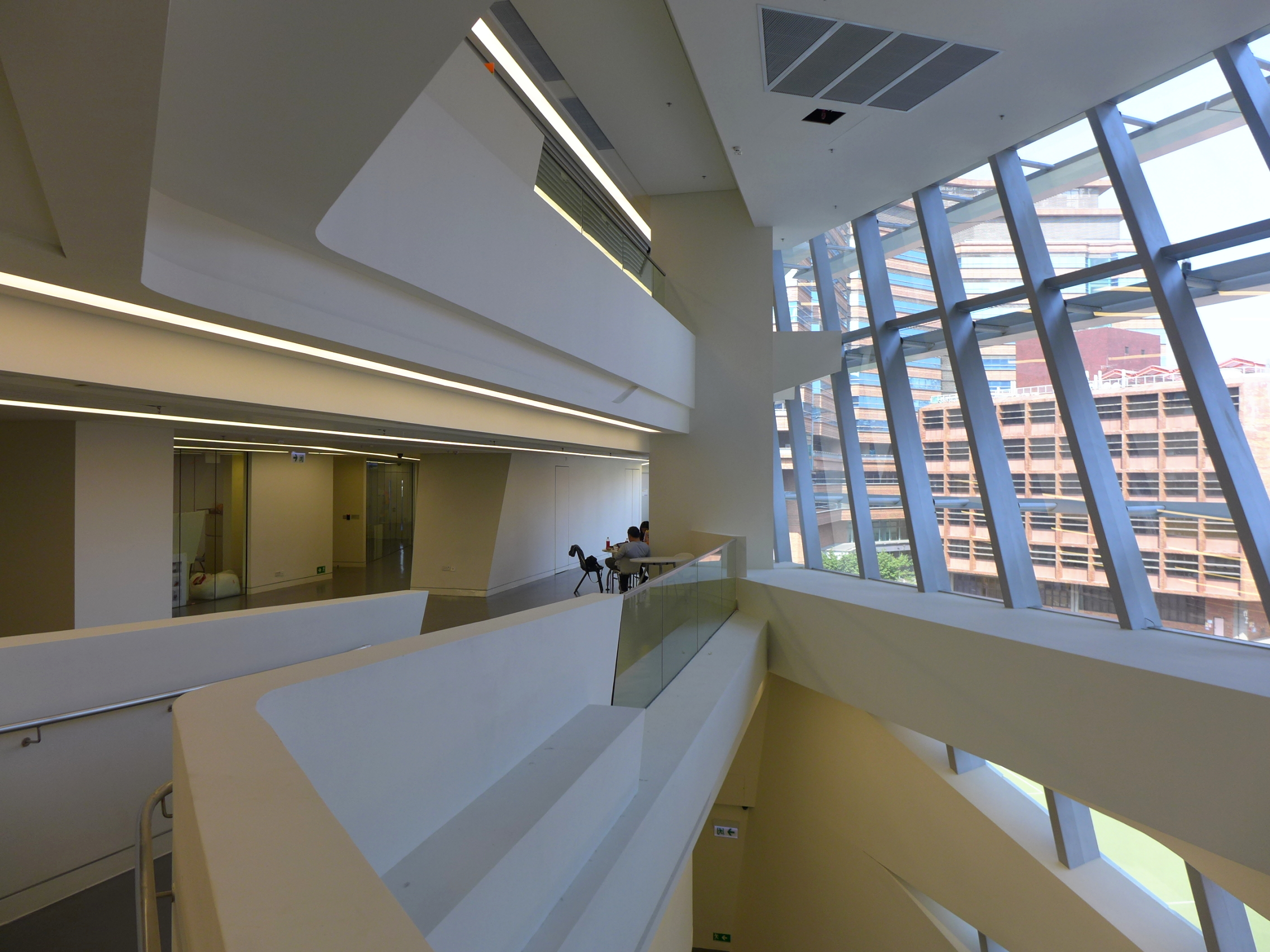
Àrea comuna
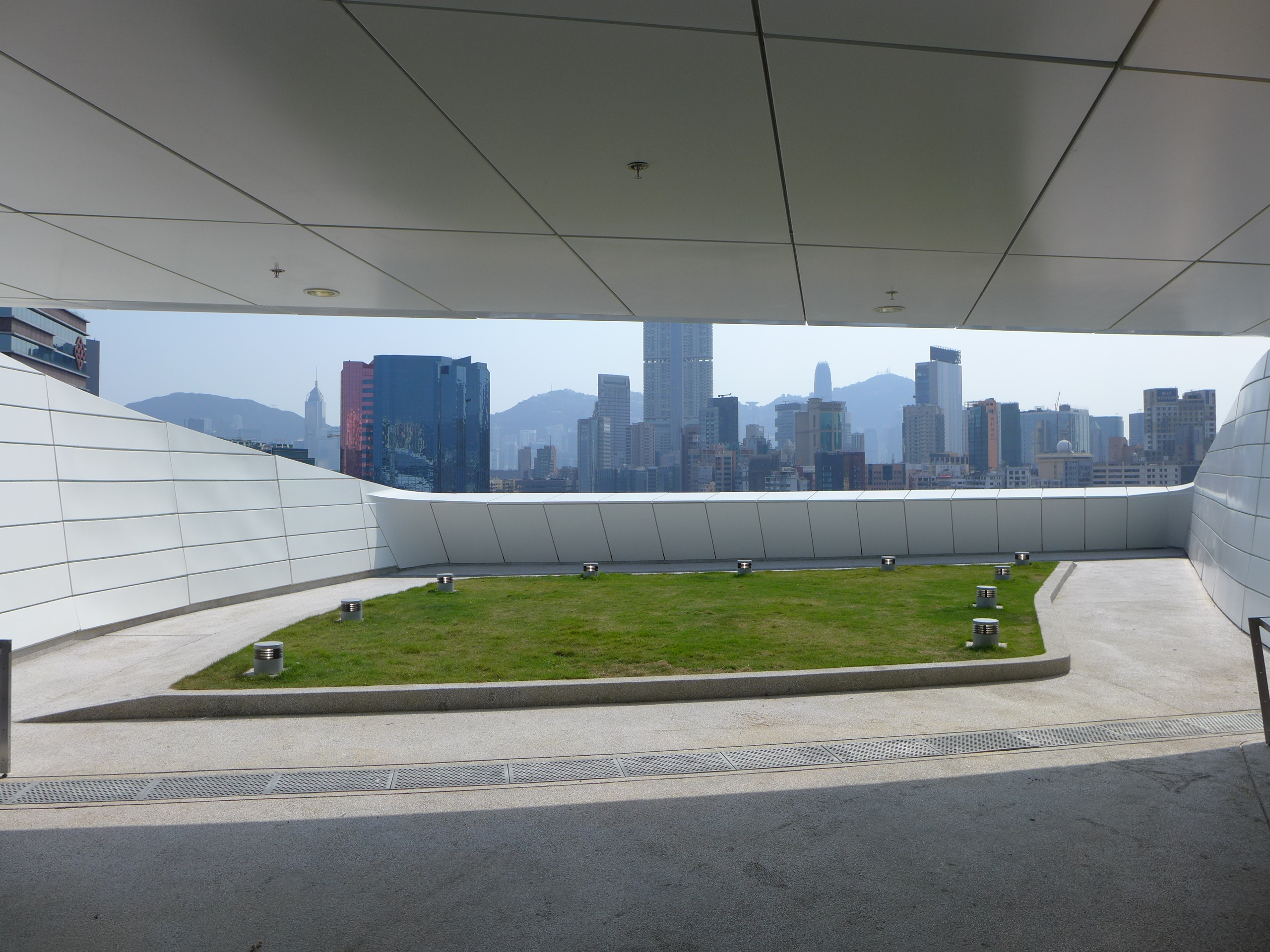
Podi exterior